# Валя-Ізвоарелор
Валя-Ізвоарелор (рум. Valea Izvoarelor) — село у повіті Муреш в Румунії. Входить до складу комуни Синпаул.
Село розташоване на відстані 259 км на північний захід від Бухареста, 18 км на південний захід від Тиргу-Муреша, 70 км на південний схід від Клуж-Напоки, 129 км на північний захід від Брашова.

## Населення
За даними перепису населення 2002 року у селі проживали 1170 осіб.
Національний склад населення села:
| Національність | Кількість осіб | Відсоток |
| -------------- | -------------- | -------- |
| угорці         | 881            | 75,3%    |
| румуни         | 258            | 22,1%    |
| цигани         | 31             | 2,6%     |

Рідною мовою назвали:
| Мова      | Кількість осіб | Відсоток |
| --------- | -------------- | -------- |
| угорська  | 879            | 75,1%    |
| румунська | 290            | 24,8%    |